# Paula Garcés
Paula Garcés (New York, 20 maart 1974) is een Amerikaans-Colombiaans actrice.Ze werd in 2008 genomineerd voor een ALMA Award voor haar rol in The Shield

## Biografie
Garcés werd geboren in New York en groeide op in Medellín in Colombia. Op jonge leeftijd verhuisde ze terug naar New York, naar de borough Harlem. Garcés' vader was visser en haar moeder lerares. Ze ging kickboksen en werd privétrainster. In 2002 huwde ze met Antonio Hernandez, met wie ze het café From Earth to You Cafe bezit in New York.
Garcés kreeg in de jaren 1990 verschillende bijrollen in films en televisieseries. In de series verscheen ze doorgaans in eenmalige gastrollen. Haar eerste omvangrijkere rol was in de film Clockstoppers in 2002, hoewel ze al sinds 1991 in kleinschalige filmrolletjes verscheen. Distributeur van die film Paramount Pictures merkte haar op en castte haar vervolgens in de komedie Marci X uit 2003.
In datzelfde jaar verscheen Garcés in een aflevering van CSI: Miami, in 2004 in een aflevering van de misdaadserie The Sopranos en in 2005 in vier afleveringen van Law & Order: Special Victims Unit. In 2006 kreeg ze een vaste rol als Tina Hanlon in de politieserie The Shield, dat vervolgens met drie seizoenen verlengd werd.
In 2008 verscheen Garcés in Harold & Kumar Escape from Guantanamo Bay. Intussen begon ze daarbij met werk achter de schermen. Zo was ze in 2007 producent van Red Princess Blues Animated: The Book of Violence, waarin ze ook de stem van de prinses insprak.